# Alex McMillan
John Alexander McMillan, detto Alex (Charlotte, 9 maggio 1932 – Charleston, 19 aprile 2024), è stato un politico statunitense, membro della Camera dei Rappresentanti per lo stato della Carolina del Nord dal 1985 al 1995.

## Biografia
Nato a Charlotte, McMillan conseguì un MBA all'Università della Virginia e successivamente prestò servizio per due anni nell'esercito come agente di intelligence.
In seguito McMillan entrò nel mondo degli affari e fu direttore finanziario e amministratore delegato di alcune società. Nel frattempo cominciò ad interessarsi alla politica e aderì al Partito Repubblicano, con il quale nel 1984 si candidò alla Camera dei Rappresentanti. McMillan riuscì a farsi eleggere e venne riconfermato per altri quattro mandati, finché nel 1994 annunciò la sua intenzione di non concorrere per la rielezione e venne succeduto dalla compagna di partito Sue Wilkins Myrick.